# Igreja Matriz de Melgaço
A Igreja Matriz de Melgaço, também conhecida como Igreja Paroquial de Melgaço ou Igreja de Santa Maria da Porta, localiza-se na extinta freguesia da Vila, atual União de Freguesias de Vila e Roussas, no município de Melgaço, distrito de Viana do Castelo, Portugal.
Encontra-se incluída na Zona de Protecção do Castelo de Melgaço, enquanto Monumento Nacional.

## História
Primitivamente designado como Igreja de Santa Maria da Porta, por se situar próximo de uma das mais antigas e principais portas da muralha do Castelo de Melgaço, o templo religioso remonta ao século XII, sendo apontada a data da sua construção ao ano de 1187, através de um documento histórico, no qual é relatado que o arcediago de Valadares, D. Garcia Nunes, e os moradores da vila de Melgaço realizaram um acordo para a construção da igreja dentro das muralhas do castelo.
Durante as Inquirições Gerais de D. Afonso III (1210-1279), realizadas em 1258, e as Inquirições de D. Dinis I de Portugal (1279-1325), que serviam como um catalogo das igrejas situadas ao norte do rio Lima para determinação da taxa que deveriam pagar à coroa, realizadas em 1320, apesar de à época a igreja de Santa Maria da Porta se situar na Vila de Melgaço e estar sob a regência dos senhores das terras de Valadares, era descrito que três quartos da igreja pertenciam à coroa portuguesa, tendo ainda sido ainda relatado no mesmo documento que se encontrava em boa situação económica.
Em 1546, a igreja passou a pertencer integralmente à comarca de Melgaço, encontrando-se sobre o  encargo da Igreja de Santa Maria do Campo, também conhecida como Igreja da Misericórdia de Melgaço. Posteriormente, durante o século XVII tornou-se abadia da apresentação alternativa do Ordinário, Casa de Bragança e do convento de Fiães, sendo donatária desta igreja a Casa de Bragança.
Desde 3 de novembro de 1977 faz parte da Diocese de Viana do Castelo.
Do primitivo traçado da igreja de estilo românico pouco resta, tendo sido objeto de muitas remodelações ao longo dos tempos.
Atualmente realiza eucaristia todos os Sábados, pelas 17h30.

## Características
Situada entre as ruas do centro histórico da Vila, a Igreja Matriz é um exemplar de arquitetura religiosa românica e posteriormente alterada, durante os séculos XVI e XVII, de acordo com os estilos maneiristas, barrocos e revivalistas.

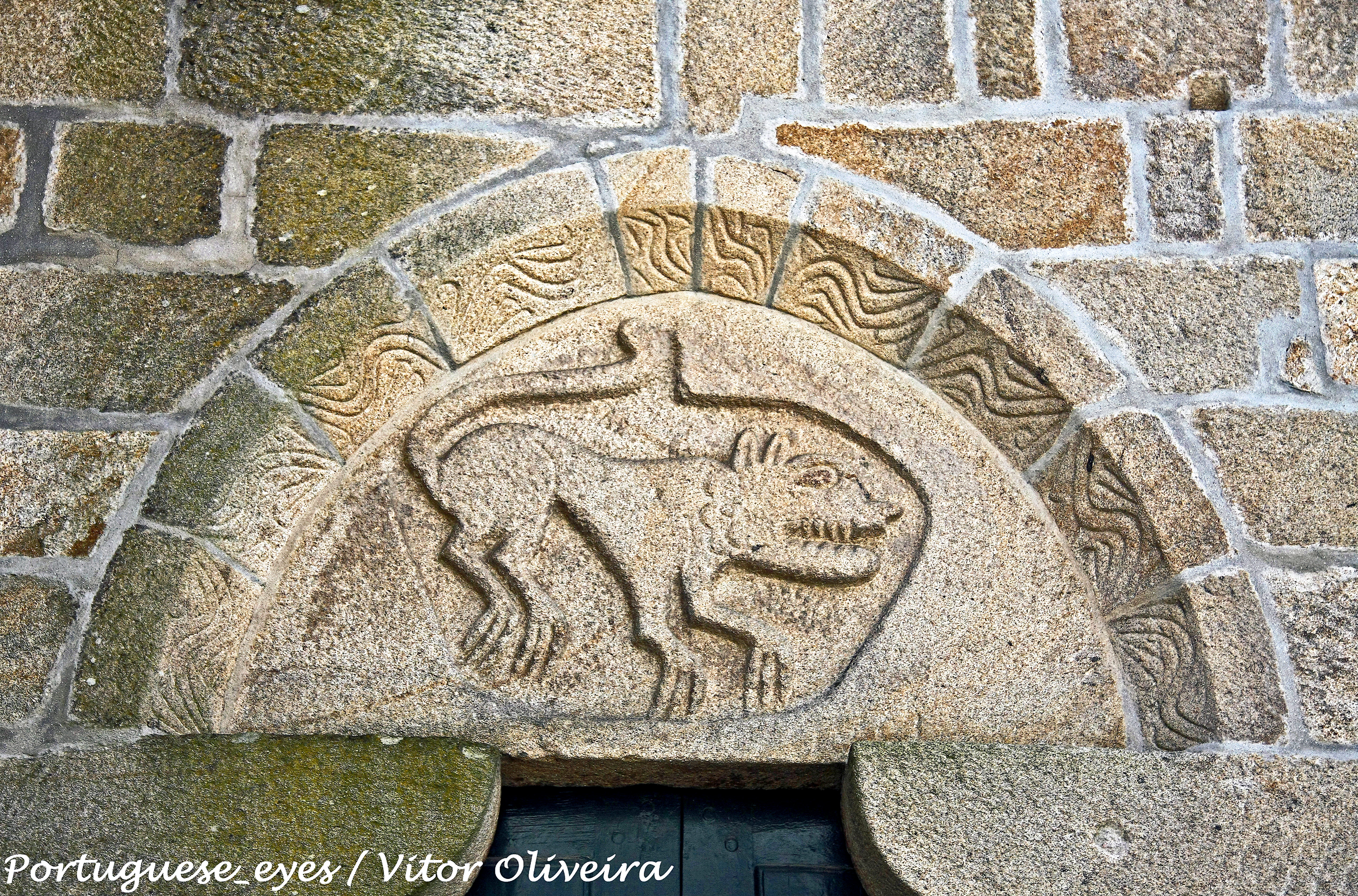
Tímpano medieval da Igreja Matriz da Vila

A fachada em cantaria e o portal principal ainda preservam o estilo românico, sendo a entrada do templo formada por um arco quebrado, de três arquivoltas, uma lisa e as outras decoradas, compondo quatro colunas adossadas nas reentrâncias, pontuadas por capitéis decorados com motivos vegetalistas, encimadas por um óculo. A sua fachada principal é terminada em empena e delimitada por uma torre sineira no seu lado direito.
Na fachada lateral norte, terminada em cornija, encontra-se uma porta medieval, também em arco quebrado, com uma arquivolta apontada, suportada por duas consolas, que sustentam um tímpano trabalhado com uma figura de um animal quadrúpede em alto relevo, sendo apontado como um lobo ou ainda um leão, animal representativo da hieráldica local, segundo os historiadores.
No seu interior, a igreja apresenta uma planta longitudinal composta por uma única nave, tectos em madeira, uma capela-mor e duas capelas laterais profundas, possuindo ainda um coro-alto de madeira e um púlpito de bacia rectangular, com guarda em balaustrada. As duas capelas laterais e confrontantes apresentam um vão em arco de volta perfeita, suportado por pilastras toscanas, sendo um realizado no estilo maneirista, albergando um retábulo de talha cuja autoria remonta a António Figueiroa, e o outro no estilo revivalista, de planta côncava, ladeado por uma outra pequena capela, com um retábulo neoclássico. No seu centro, o retábulo-mor maneirista é composto por talha dourada.

## Orago
- Santa Maria da Porta

## Galeria

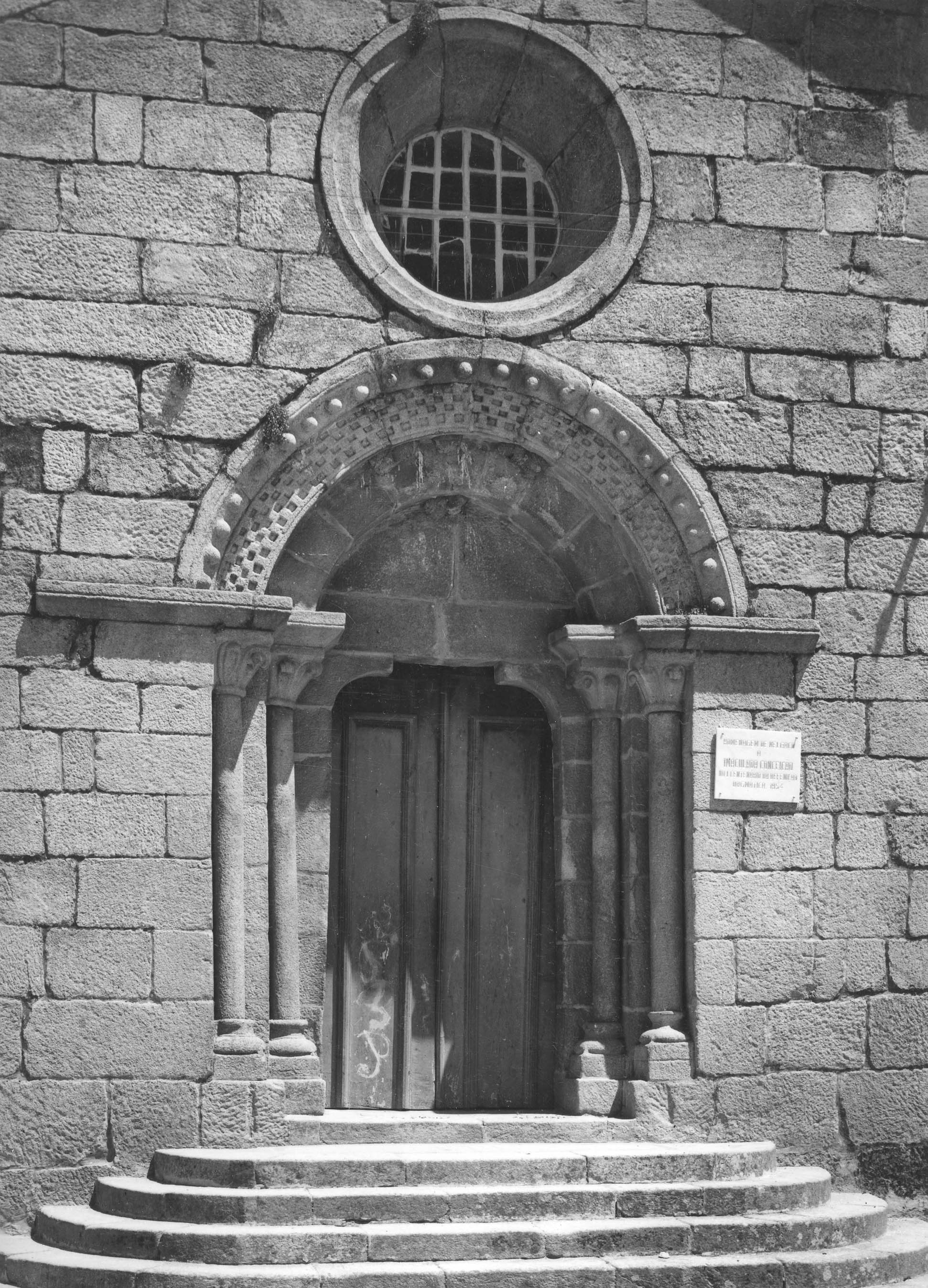
Portal
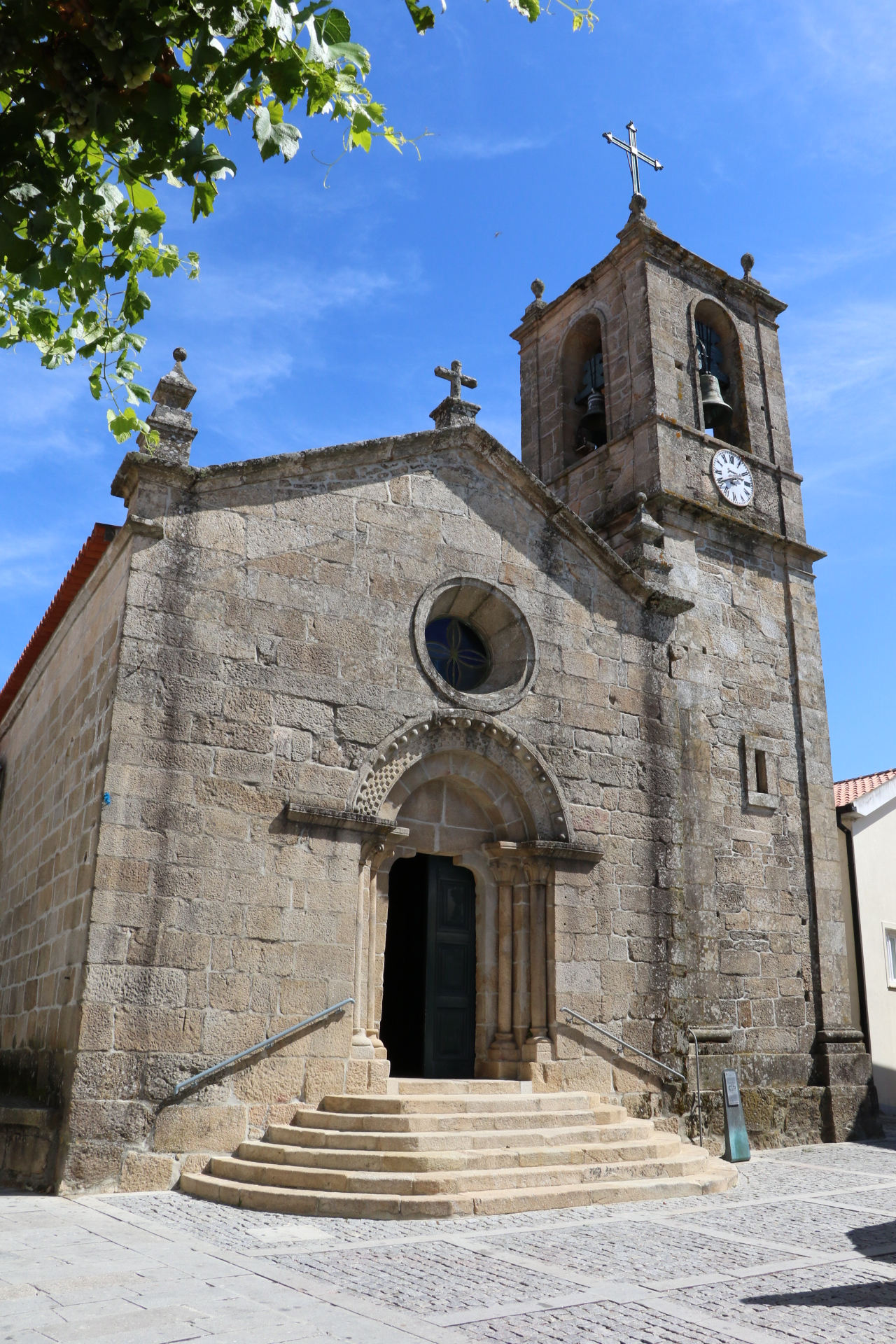
Fachada principal
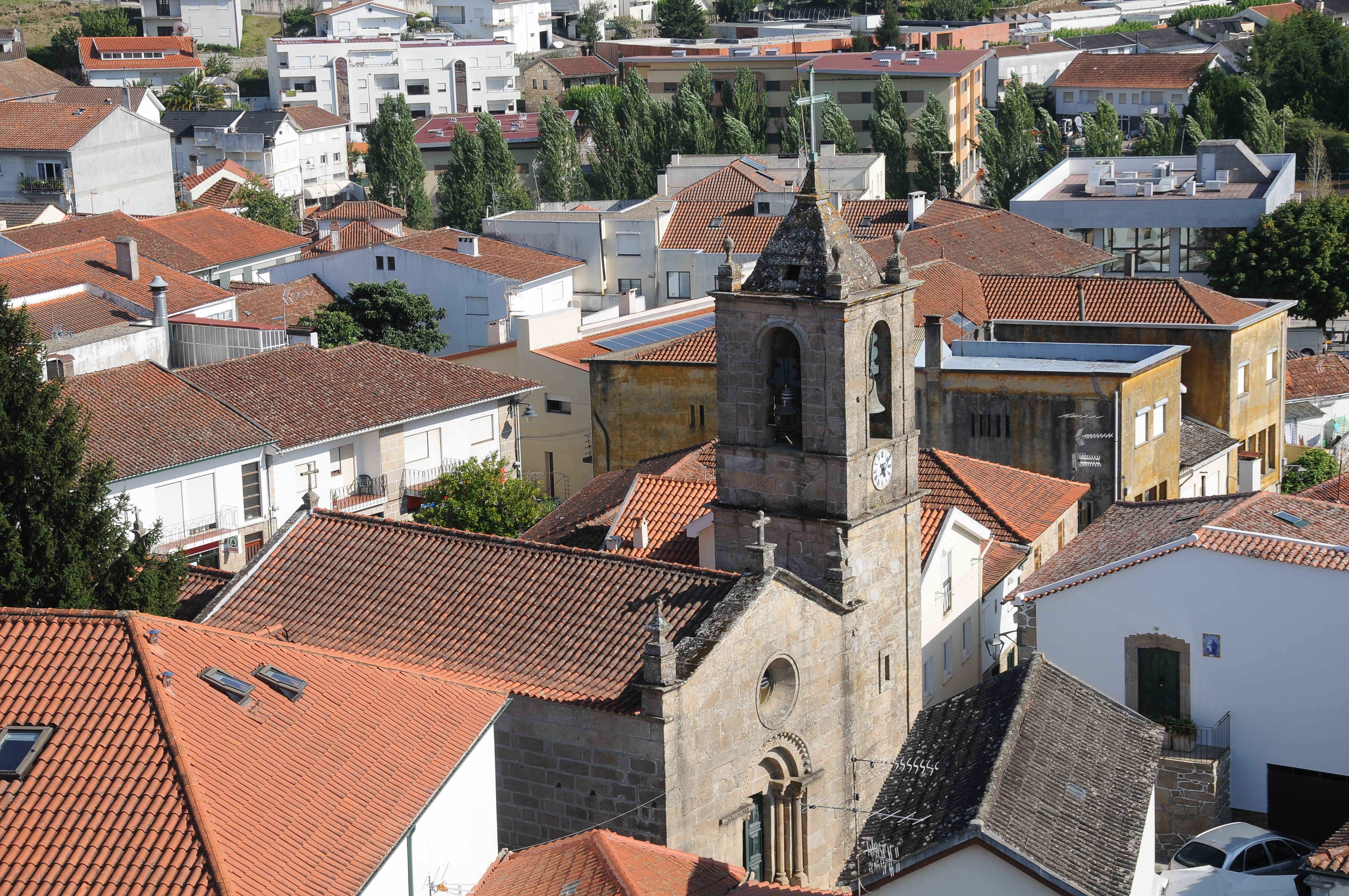
Vista do Castelo
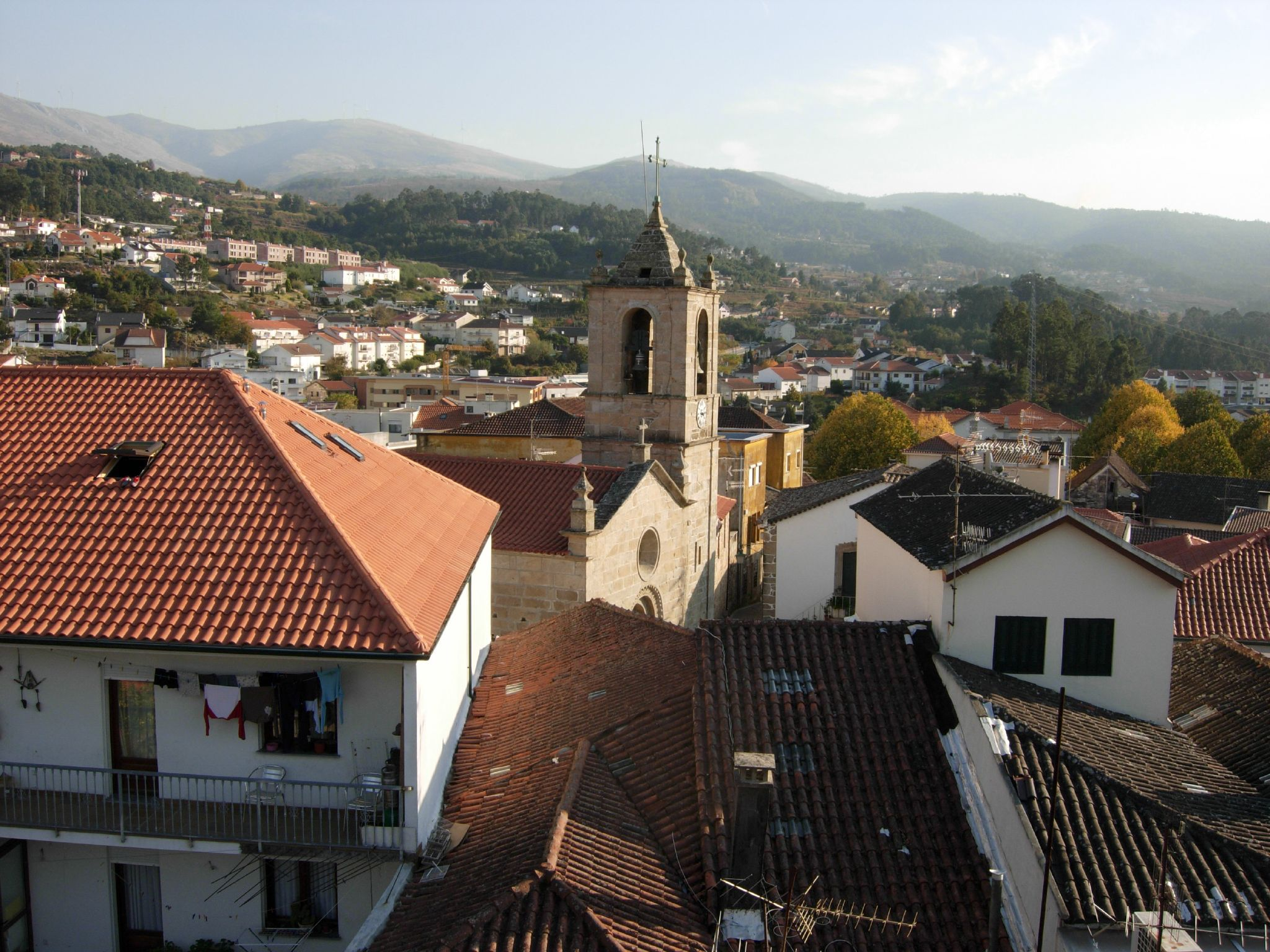
Vista do Castelo
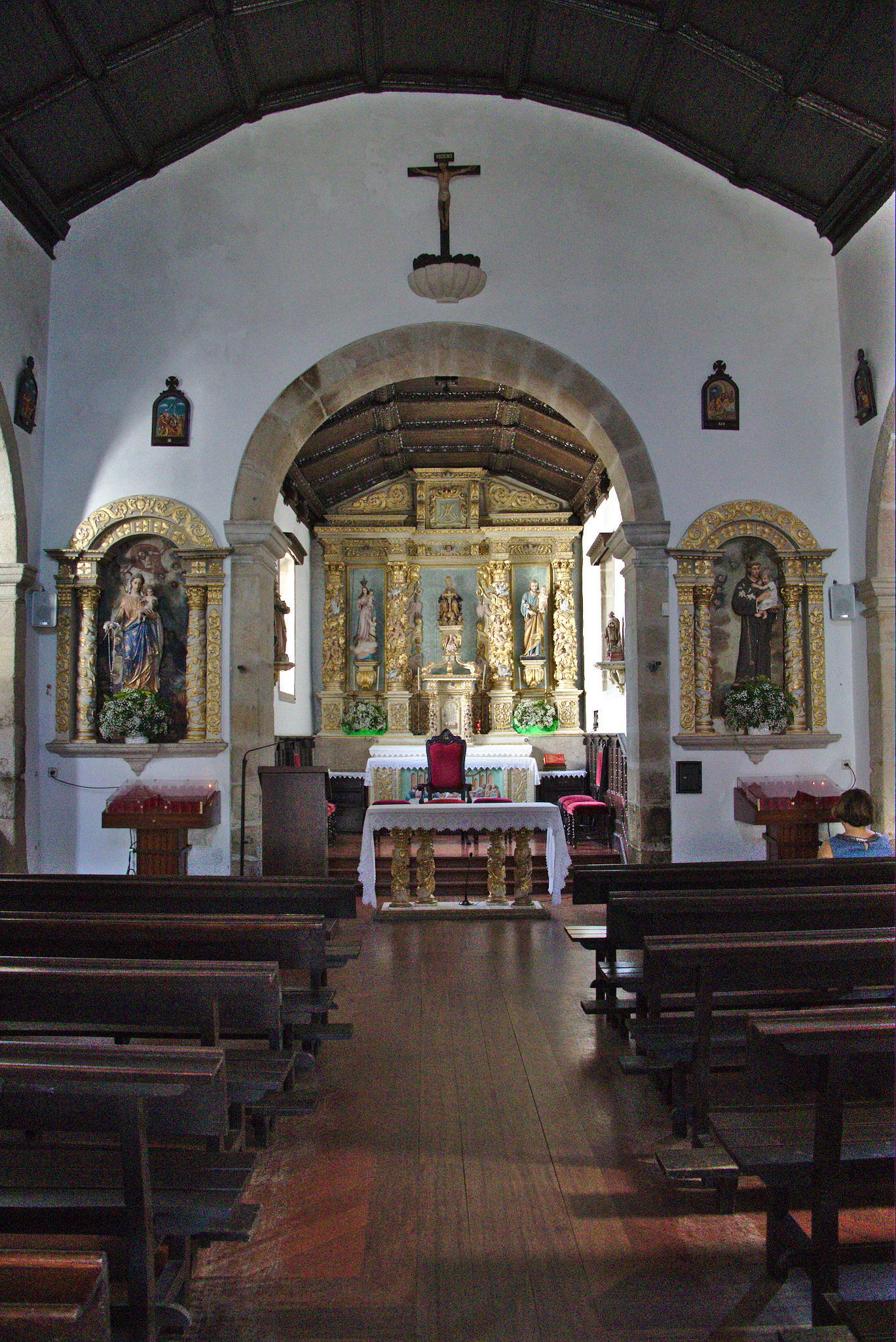
Interior
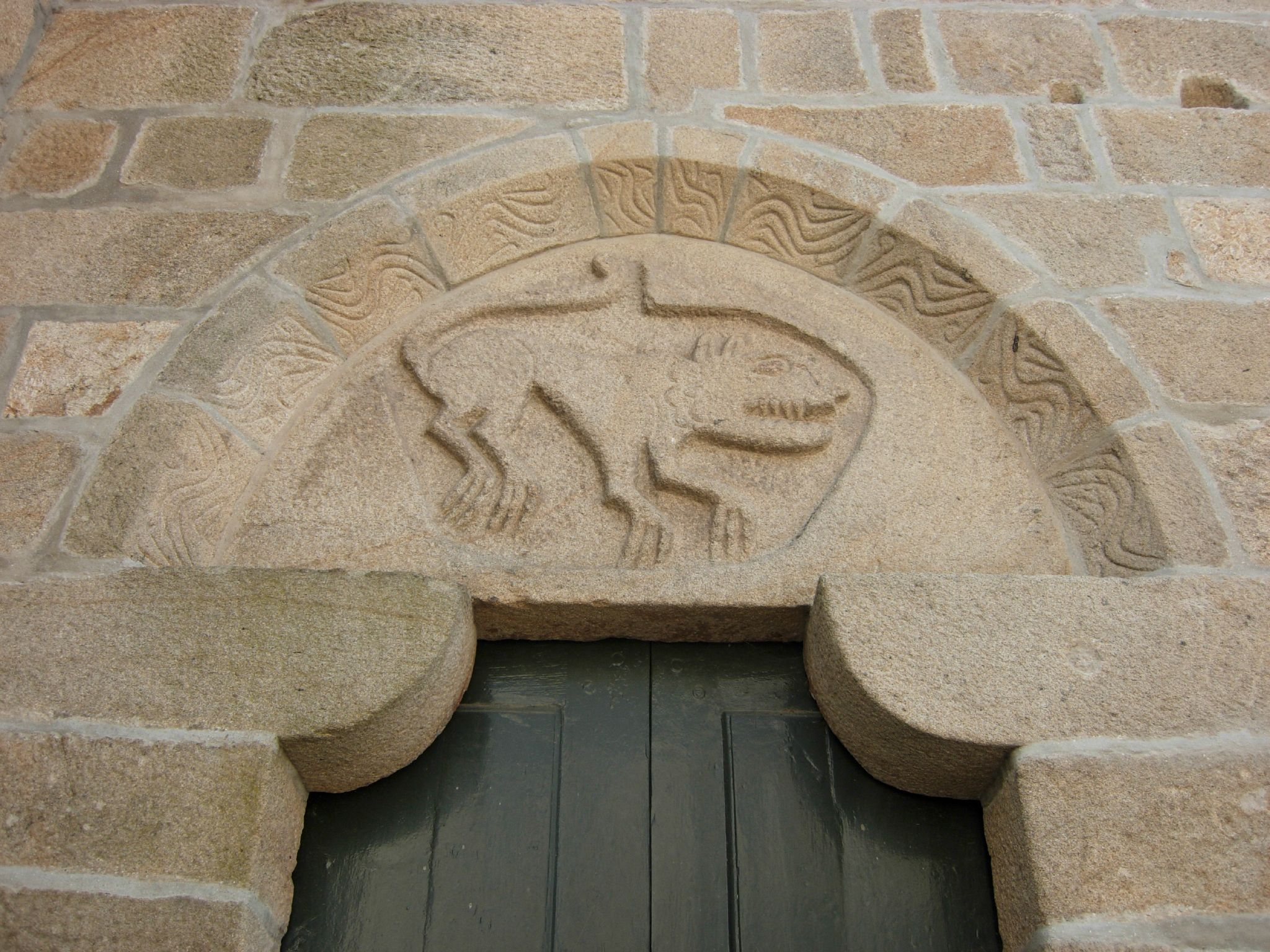
Tímpano
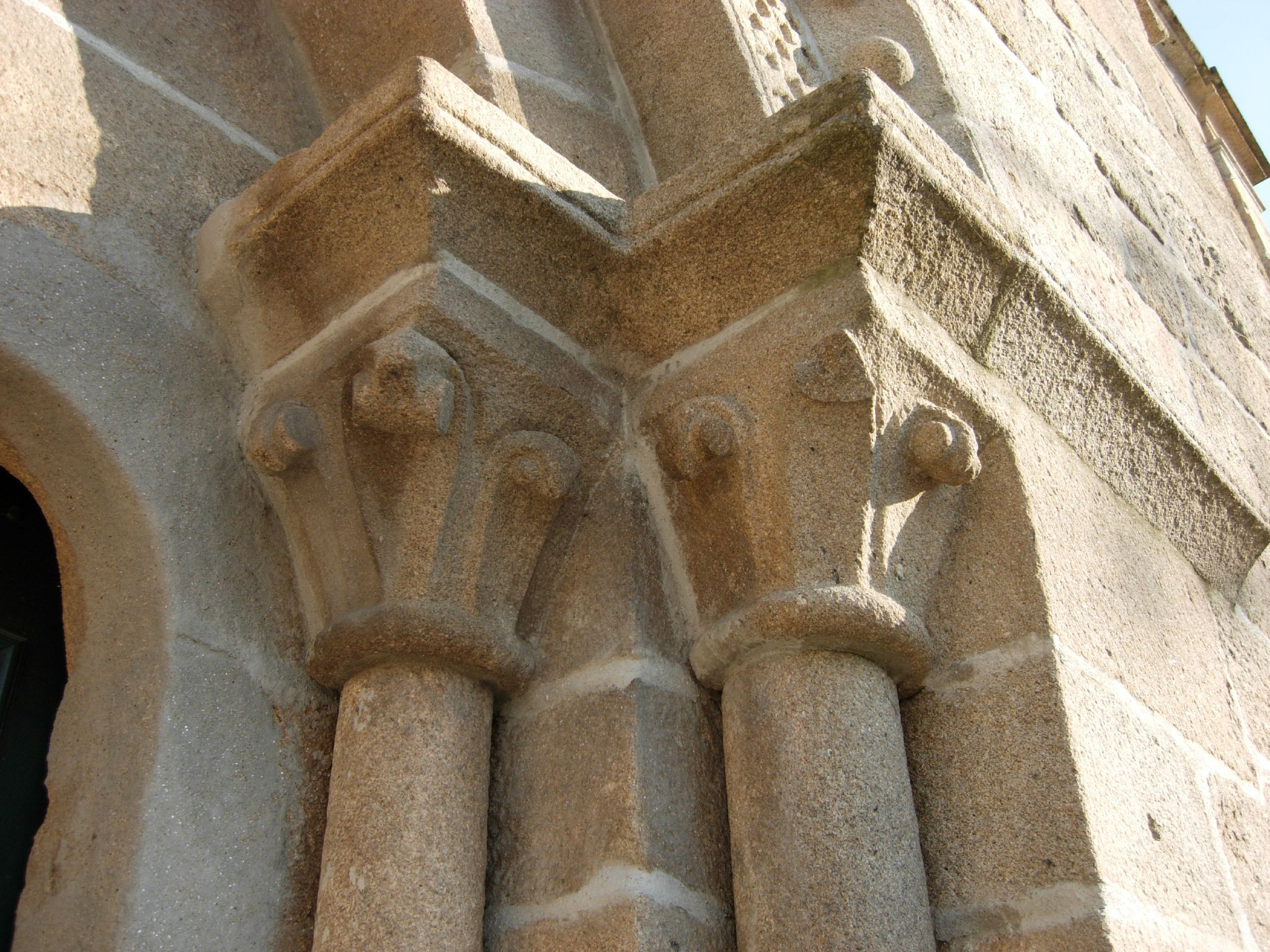
Portal
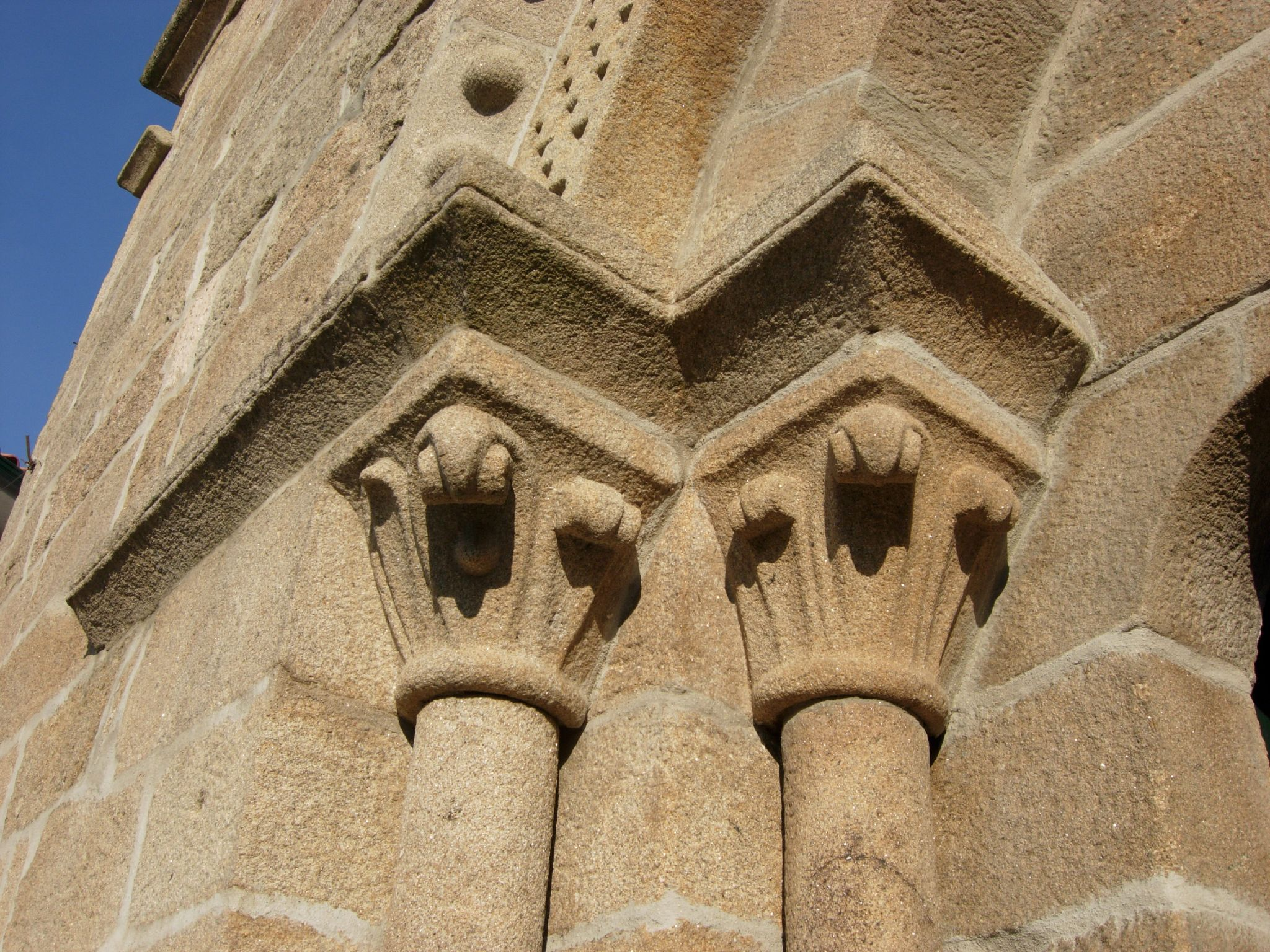
Portal